# Moshe Ha-Elion
Moshe Ha-Elion   (Tessalònica, 26 de febrer de 1925 - Israel, 1 de novembre de 2022) fou un escriptor israelià, nascut a Grècia, i supervivent d'Holocaust.
És l'autor d'unes memòries, מיצרי שאול (Meizarey Sheol), al principi escrites en hebreu i traduïdes a anglès com "The Straits of Hell", que és la crònica d'un jueu salònic en els camps d'extermini nazis Auschwitz, Mauthausen, Melk i Ebensee. Va escriure tres poemes en ladino (judeocastellà) basats en la seva experiència en els camps de concentració i la marxa de mort: "La djovenika al lager", "Komo komian el pan", i "En marcha de la muerte", publicats en judeocastellà i hebreu sota el títol En los Kampos de la Muerte. Moshe Ha-Elion ha traduït l'Odissea d'Homer al judeocastellà.